# Molobratia teutonus
Molobratia teutonus är en tvåvingeart som först beskrevs av Carl von Linné 1767.  Molobratia teutonus ingår i släktet Molobratia och familjen rovflugor. Arten har ej påträffats i Sverige. Inga underarter finns listade i Catalogue of Life.